# Xã Grant, Quận Webster, Missouri
Xã Grant (tiếng Anh: Grant Township) là một xã thuộc quận Webster, tiểu bang Missouri, Hoa Kỳ. Năm 2010, dân số của xã này là 2.449 người.